# كأس الاتحاد الإنجليزي 2014–15
كأس الاتحاد الإنجليزي 2014–15 (بالإنجليزية: 2014–15 FA Cup)‏ هو الموسم 134 من  كأس الاتحاد الإنجليزي. أقيم خلال الفترة 16 أغسطس 2014 وحتى 30 مايو 2015، والذي يشرف على تنظيمه الاتحاد الإنجليزي لكرة القدم، وكان عدد الأندية المشاركة فيه  736، وفاز فيه نادي أرسنال.